# Сан Квирико (Алесандрија)
Сан Квирико је насеље у Италији у округу Алесандрија, региону Пијемонт.
Према процени из 2011. у насељу је живело 102 становника. Насеље се налази на надморској висини од 306 м.